# Order Korony Żelaznej
Order Korony Żelaznej (niem. Orden der Eisernen Krone) – order zasługi Cesarstwa Austrii (później Austro-Węgier) nadawany w latach 1816–1918, przejęty w 1815 wraz z Lombardią po upadku napoleońskiego Królestwa Włoch

## Historia

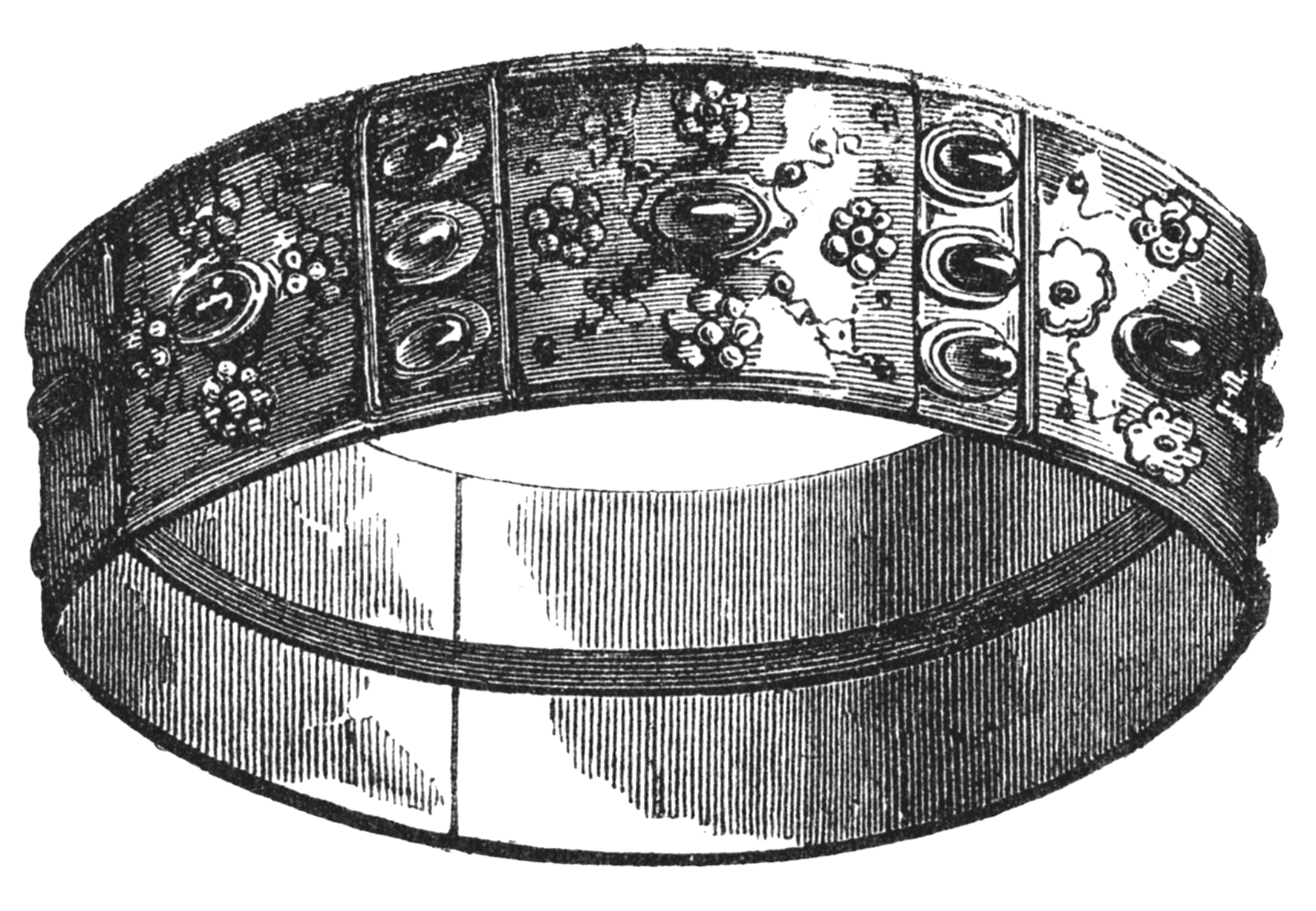
Żelazna korona

Order został ustanowiony pod francuską nazwą Ordre Royal de la Couronne de Fer dnia 5 czerwca 1805 roku przez Napoleona I, który po wyborze na króla Italii koronował się w Mediolanie 26 maja 1805. Po przyłączeniu Lombardo-Wenecji do Cesarstwa Austrii cesarz Franciszek I odnowił order, przejęty już w 1815, w dniu swych urodzin (12 lutego 1816) pod nową niemiecką nazwą Orden der Eisernen Krone. 
W statutach zachowano trzy klasy:
- I Klasa (nosicieli wielkiego krzyża, najwyżej 20),
- II Klasa (komandorów, najwyżej 30),
- III Klasa (kawalerów, najwyżej 50),

przepisów statutowych nie przestrzegano jednak, gdyż do roku 1856 dokonano już przez 40 lat ok. 2 tys. nadań. Kobiety orderu otrzymać nie mogły.
Po roku 1868 nie nadawano orderu poddanym Italii, z wyjątkiem osób zatrudnionych w Watykanie. Według ustaleń dworów rzymskiego i wiedeńskiego orderu miano więcej nie nadawać po zgonie cesarza Franciszka Józefa, ale w warunkach I wojny światowej, kiedy Austro-Węgry i Italia stały się przeciwnikami wojennymi, Wiedeń nie dotrzymał obietnicy.
Do roku 1884 z posiadaniem I klasy związany był tytuł tajnego radcy, a więc – ekscelencji, II klasa dawała tytuł barona, a III klasa nobilitację, co doprowadziło nieomal do inflacji tytułów szlacheckich, czemu austriackie MSW położyło kres w 1884. Mimo utraty Lombardii na rzecz Królestwa Sardynii (1859) order nadal nadawano aż do upadku monarchii w 1918. Jego włoski bliźniak, Order Korony Italii, z Żelazną Koroną Longobardów w medalionie środkowym awersu, istniał do roku 1947.
Kawalerowie I klasy – wielkiego krzyża – mieli prawo zwracać się do monarchy per „mój kuzynie”.

## Insygnia
Odznaka: nad Żelazną Koroną na awersie umieszczono dwugłowego orła austriackiego z niebieską tarczą na piersi, na której widniał złoty monogram odnowiciela orderu „F”. Na rewersie znajdowała się data odnowienia, 1815. Zawieszką była korona austriackiego cesarstwa, tzw. korona rudolfińska.
Gwiazda, przysługująca jedynie kawalerom I klasy, była srebrna, ośmiopromienna i nosiła w środku wyobrażenie Żelaznej Korony otoczonej dewizą austriackiego orderu „AVIDA ET AUCTA” („PRADAWNA I ROZSZERZONA”).
Nakładany przy szczególnych uroczystościach łańcuch orderowy składał się z ogniw trzech rodzajów, splecionego monogramu FP (Franciscus Primus), „żelaznej korony” i wieńca z liści dębowych.
Wstęga orderowa była za czasów napoleońskich pomarańczowa z obustronnymi zielonymi bordiurami, za czasów austriackich żółta z niebieskimi bordiurami.
12 marca 1860 wprowadzono dekorację wojenną (niem.: Kriegs-Dekoration, skrót: K.-D.). Przy niższych stopniach orderu dodawano pod koroną-zawieszką dwa skrzyżowane złote miecze, przy I klasie otaczano dwugłowego orła oznaki dwiema emaliowanymi na zielono gałązkami lauru, na gwieździe umieszczano pod medalionem środkowym dwa skrzyżowane miecze. W późniejszych latach usunięto miecze z oznaki i ozdabiano order wojenny gałązkami laurowymi, dawniej przysługującymi tylko I klasie.